# Opowieści słonecznego blasku
Opowieści słonecznego blasku (duń. Solskins-Historier, ang. Sunshine Stories) – baśń literacka autorstwa Hansa Christiana Andersena, wydana po raz pierwszy w przekładzie na język angielski w maju 1869 roku.

## Publikacja
Andersenowska baśń literacka Opowieści słonecznego blasku została po raz pierwszy opublikowana w przekładzie na angielski autorstwa Anny Raasløff na łamach czasopisma „The Riverside Magazine for Young People”, wydanego przez wydawnictwo Hurd & Houghton w Nowym Jorku, w maju 1869 roku.
Pierwsze duńskie wydanie ukazało się w antologii Od poetów nordyckich. Album (duń. Fra nordiske Digtere. Et Album). Kolejne dwa wydania ukazały się w innych zbiorach za życia pisarza w marcu 1872 oraz w grudniu 1874 roku.
Tłumaczka Bogusława Sochańska zasugerowała w notach do zbiorowego wydania baśni Andersena, że autor, pisząc o chłopcu lepiącym Jazona, miał na myśli duńskiego rzeźbiarza Bertela Thorvaldsena. W 1803 roku rzeźbiarz wykonał posąg Jazona w marmurze (Muzeum Thorvaldsena).

## Polskie przekłady
Jak w przypadku innych baśni Andersena historia tłumaczeń Opowieści słonecznego blasku na język polski sięga początku XX wieku:
- 1900 – Promień słońca opowiada: Antonina Gawrońska (tłum.): Opowieści Andersena. Nowy wybór dla młodzieży. Lwów. Brak numerów stron w książce
- 1929 – Promień słońca: Franciszek Mirandola (tłum.): Siedmiu zuchów oraz inne bajki. Warszawa. Brak numerów stron w książce
- 1931 – Opowieści światła słonecznego: Stefania Beylin (tłum.): Baśnie. Warszawa. Brak numerów stron w książce (w wyd. z 1956 Opowieści słonecznego blasku)
- 2006 – Opowieści słonecznego blasku: Bogusława Sochańska (tłum.): Baśnie i opowieści. Tom III 1862–1873. Poznań. s. 263–265. ISBN 978-83-7278-194-9. (z oryginału duńskiego)

## Fabuła
Streszczenia dokonano na podstawie wersji duńskiej.
Wiatr zaczyna opowiadać swoją historię. Deszcz chce mu przerwać. Wiatr skarży się, że przecież często pomagał deszczowi, przewracając parasole. Nagle słońce każe im zamilknąć i przejmuje głos. Wiatr ucisza się, ale deszcz protestuje, że słońce zawsze się narzuca.
Słoneczny blask zaczyna opowieść o złotym łabędziu lecącym nad morzem. Jedno z jego piór spada na statek i dotyka młodego nadzorcy towaru. Chłopak zostaje bogatym kupcem.
Łabędź leci dalej nad łąką, gdzie mały chłopiec pasie owce. Pocałowany przez łabędzia liść spada do rąk chłopca i stają się książką. Chłopiec czyta o cudach natury, języku ojczystym, wierze i wiedzy. Książka zaprowadza go do nauki. Słońce widzi jego nazwisko wśród uczonych.
Łabędź odpoczywa na leśnym jeziorze, gdzie spotyka ubogą kobietę z dzieckiem. Kobieta znajduje złote jajo, które pęka i wykluwa się z niego złoty łabędź z czterema pierścieniami. Każdemu ze swoich synów daje jeden pierścień, a słońce widzi i zapamiętuje ten cud.
Jeden z chłopców siada w gliniance i lepi z gliny postać Jazona, zdobywcy złotego runa. Zostaje sławnym rzeźbiarzem. Drugi chłopiec biegnie na łąkę pełną kolorowych kwiatów i wyciska z nich sok, który trafia mu do oczu. Zwilża pierścień, a z jego rąk i myśli rodzą się pomysły – zostaje wielkim malarzem. Trzeci chłopiec trzyma pierścień w ustach tak mocno, że wydaje on dźwięk sięgający głębi serca. Z jego uczuć i myśli powstają tony – staje się mistrzem muzyki, uznawanym na całym świecie. Czwarty chłopiec jest dziwny, ma pypeć na języku i inni śmieją się z niego, mówiąc, że potrzebuje pieprzu i masła jak chore kurczaki. Od słońca dostaje dziesięć pocałunków zamiast jednego – jest poetą, którego myśli stają się jak złote motyle.
Wiatr mówi, że to była bardzo długa opowieść. Deszcz narzeka, że była nudna i prosi wiatr, by go odświeżył. Wiatr wieje, a Słońce opowiada dalej. Łabędź Szczęścia leci nad zatoką, gdzie rybacy zarzucają sieci. Najbiedniejszy z nich myśli o ślubie i rzeczywiście się żeni. Łabędź przynosi mu bursztyn, który przyciąga serca i wypełnia dom wonią natury i kościelnego kadzidła. Życie małżonków staje się prawdziwą słoneczną historią.